# Richard Fuchs (Komponist)
Richard Fuchs (26. April 1887 in Karlsruhe – 22. September 1947 in Wellington, Neuseeland) war ein deutscher Komponist und Architekt, der in der Zeit des Nationalsozialismus auswandern musste.

## Leben
Richard Fuchs, der jüdischer Herkunft war, studierte zunächst an der Hochschule für Musik in Karlsruhe, danach Architektur an der Technischen Hochschule Karlsruhe, wo er 1924 auch promoviert wurde. Im Ersten Weltkrieg diente Fuchs als Soldat. Sein Bruder Gottfried Fuchs (1889–1972) war ein bekannter deutscher Fußballspieler. Als Architekt entwarf er einige Gebäude in Karlsruhe (Gottesauer Hof, Moltkestraße) und die Synagoge in Gernsbach.
Richard Fuchs gründete den Jüdischen Kulturbund Baden mit und war Präsident der Loge B’nai B’rith. Neben seiner Arbeit als Architekt komponierte er. Der ehemalige Kriegsfreiwillige erhielt 1935 als Architekt Berufsverbot. In der Pogromnacht 1938 wurde Richard Fuchs festgenommen und einige Wochen im KZ Dachau gefangengehalten.
In Neuseeland, wohin er über Großbritannien flüchtete, galt er mit Beginn des Zweiten Weltkriegs als feindlicher Ausländer und wurde arbeitslos.

## Letztes Bauwerk
Seinen letzten Auftrag als Architekt in Deutschland erhielt Richard Fuchs 1934/35 durch seinen Bruder Gottfried, der erfolgreich im Holzhandel und Immobiliengeschäft tätig war. Gottfried Fuchs verkaufte sein Karlsruher Grundstück Beiertheimer Allee 42a an den Bezirkskaminfegermeister Ernst Giessler, unter der Bedingung, dass der Architekt des Neubaus sein Bruder Richard sein müsse.

## Gedenken
Erstmals in der Bundesrepublik Deutschland wurden Kompositionen von Richard Fuchs am 19. Juni 2007 in der Hochschule für Musik Karlsruhe unter dem Titel Eine Rehabilitation aufgeführt. Es gibt in Neuseeland The Richard Fuchs Archive. Sein Enkel Danny Mulheron hat den Dokumentarfilm The Third Richard produziert. Mehrere von Fuchs geplante Bauten sind erhalten und stehen unter Denkmalschutz.
An seinem 75. Todestag am 22. September 2022 wurden in der Stadthalle in Gernsbach Werke von Richard Fuchs aufgeführt, und zwar das Klavierquintett in D-Moll (1941), das Streichquartett E-Dur (1945) und das Kaddisch (1935) in einem Arrangement für ein Streichquartett.

## Werke

### Bauwerke

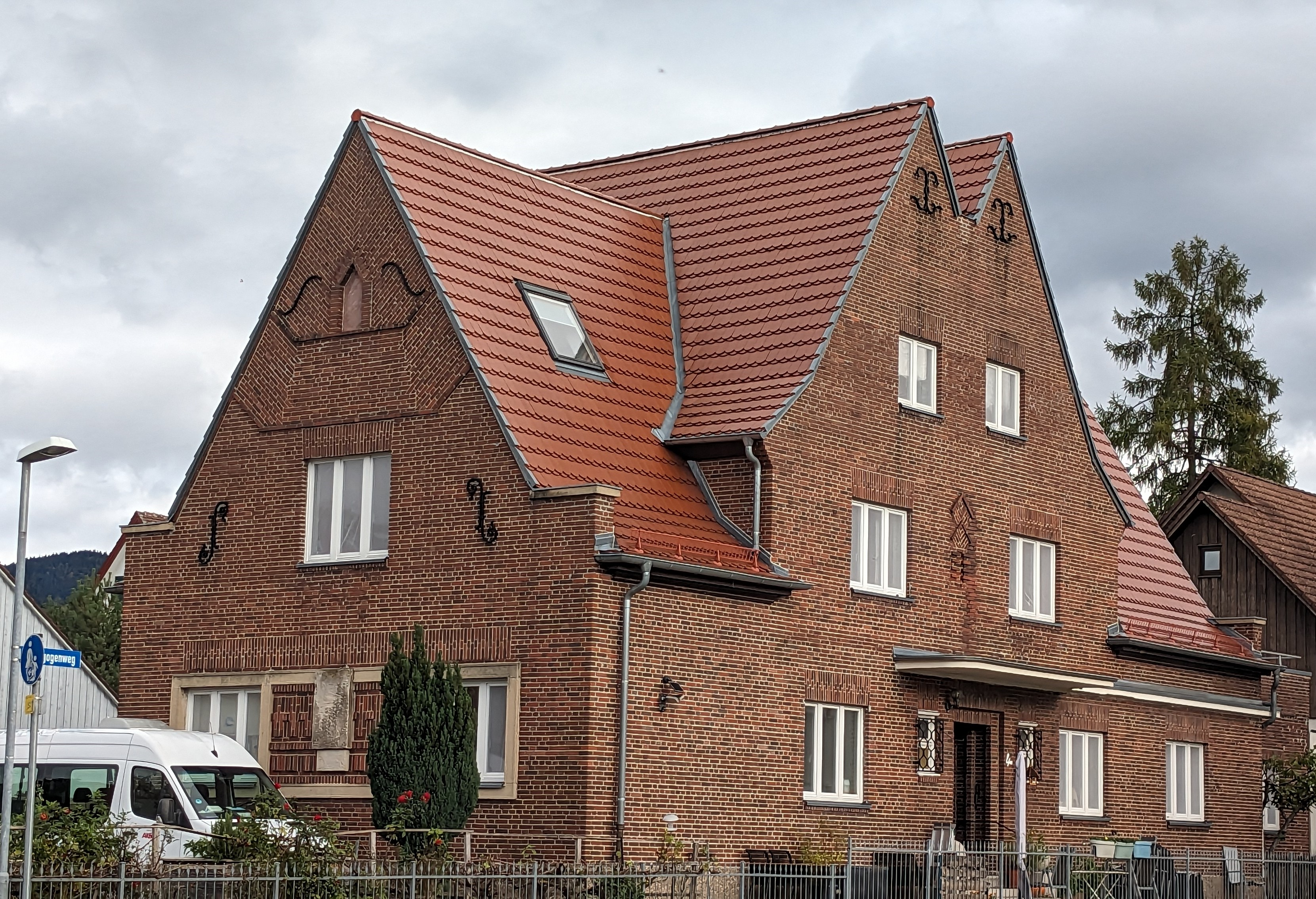
Wohnhaus am Synagogenweg in Gernsbach

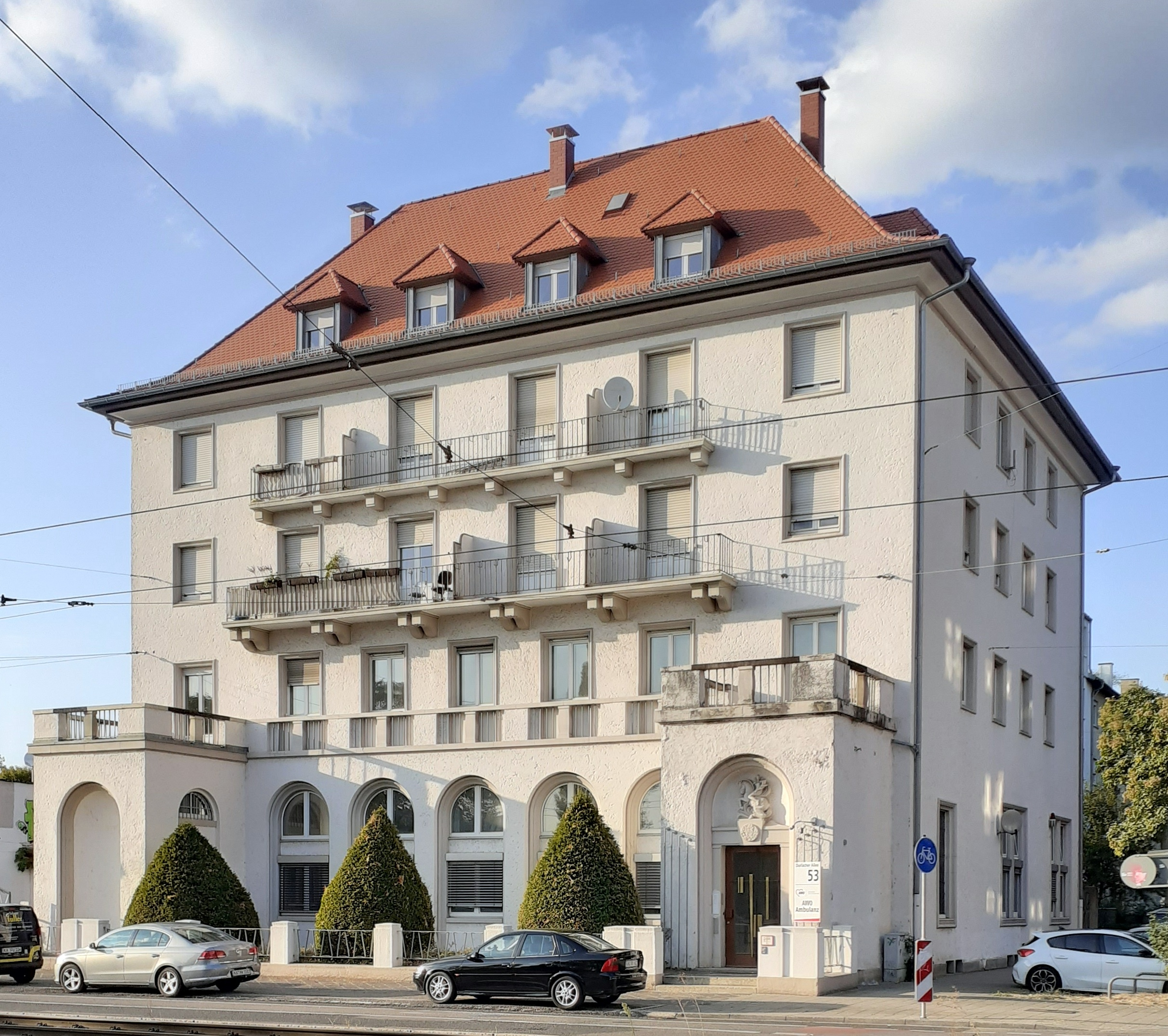
Ehemaliges Hotel Gottesaue in Karlsruhe

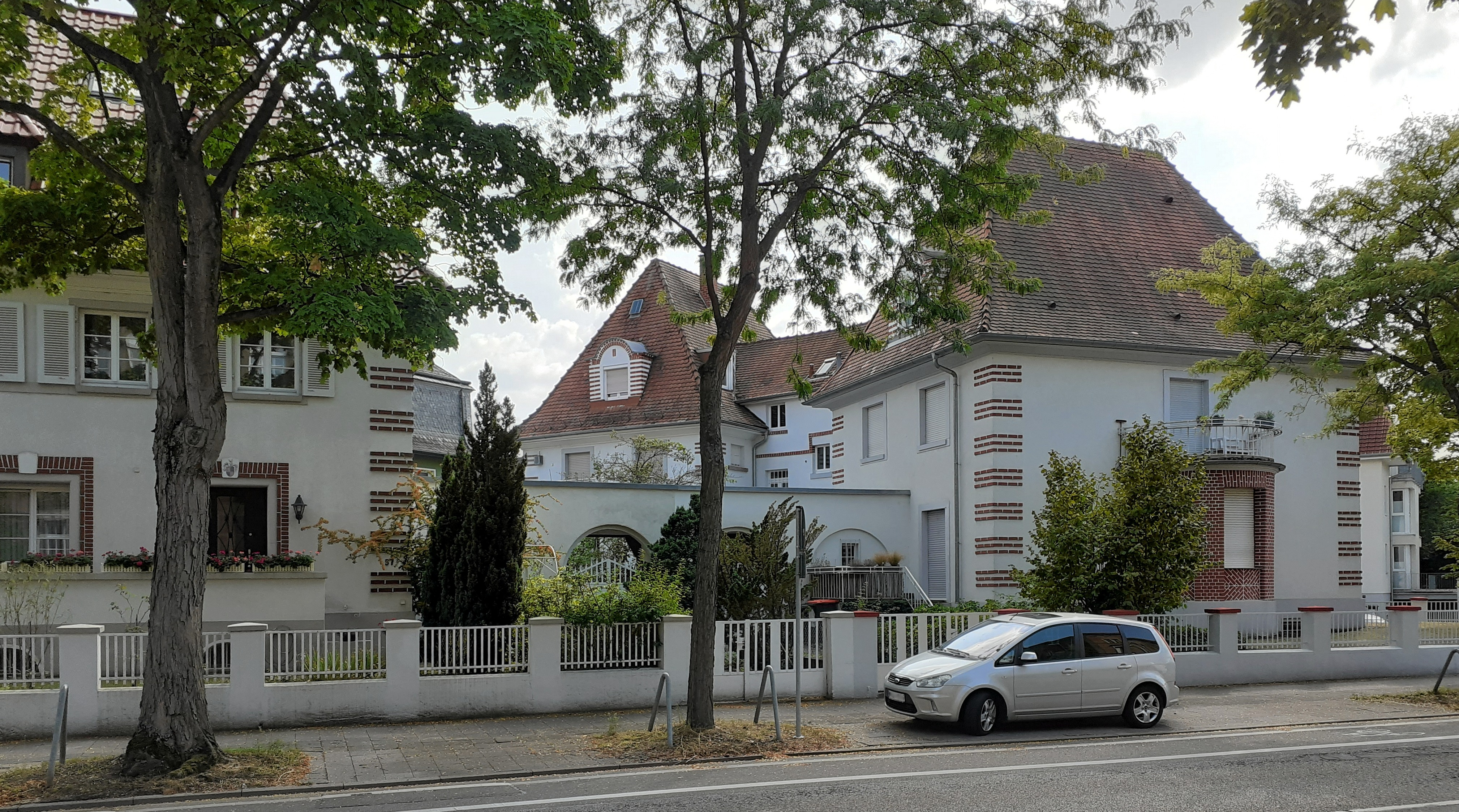
Häusergruppe Ecke Moltkestraße/Mozartstraße in Karlsruhe

- Hotel Gottesaue, Karlsruhe, Durlacher Allee 53 (1926)[3]
- Wohnhausgruppe Gottesauer Hof in Karlsruhe, Ecke Mozartstraße 1–3/Moltkestraße 55–57 (um 1926/1928)[4]
- Umbau bzw. Neugestaltung für Café Stübinger in Karlsruhe, Kaiserstraße 153 (1927; abgebrochen)
- Synagoge in Gernsbach, Austraße (1927/28; bei den Novemberpogromen 1938 zerstört)
- Wohnhaus de Weerth in Gernsbach, Synagogenweg (1929)[5]
- Wohnhaus Beiertheimer Allee 42 (1934)[6]

### Kompositionen
- 1904 Im Mai. Ein Kinderlied nach Hugo Hasburger
- 1905 Liebestraum. Lied nach P. Walter Jacob
- 1931 Quintett in D dur. Kammermusik
- 1931 Sonnette an Ead. Nach Anton Wildgans
- 1932 Streichquartett in D moll. Kammermusik
- 1932 Traum. Nach Christian Morgenstern
- 1933 Klavierskizze zur Symphonie in C moll
- 1933 Heitere Musik. Für acht Blasinstrumente
- 1933 Symphony in C moll (verschollen)
- 1933 Hymnus für Gott. Chassidisches Lied für Tenor, Orgel und Streichorchester
- 1934 Drei Lieder für mittlere Stimme und Orchester. Chassidischer. Traum. Sehnen
- 1935 Frühling. Liederzyklus für Kolaratursopran nach Arnold Holz aus Buch der Zeit, Lieder eines Modernen
- 1935 Die Nachtigall. Lied (für ein Konzert des Jüdischen Kulturbunds Karlsruhe)
- 1935 Festtag. Lied nach Ludwig Marx
- 1935 Das Kaddisch.(Komposition zur Beerdigung seines Vaters Georg Fuchs)
- 1935 Gebet des Blinden. Lied nach Elly Gross
- 1936 Frühlingsabend. Lied nach Hilde Marx
- 1936 Symphonie in A moll (unvollendet)
- 1936 Vom Jüdischen Schicksal. Vier Lieder. Und dennoch von Karl Wolfskehl; Stimme der Vorzeit nach dem Minnelied Toren Fahrt von Süsskind von Trimberg in der Übertragung von Bertha Badt-Strauss; Aufbruch, Aufbruch von Karl Wolfskehl; Vor Ausfahrt von Karl Wolfskehl. (Die Komposition gewann den Preis des Reichsverbandes der Jüdischen Kulturbünde, konnte jedoch wegen eines Verbotes der Reichskulturkammer nicht mehr aufgeführt werden.)
- 1937 Festtag. Lied nach Ludwig Marx
- 1937 Drei Lieder für Alt-Stimme  und Klavier. Erhörung (nach einem Text von [Marie] Van Biema); Auf den Tod eines Kindes (nach Ludwig Uhland); Unterwegs (nach Mascha Kaleko)
- 1937 In Der Fremde. Lied nach Heinrich Heine
- 1938 A Song for Simeon. Nach T.S. Eliot (mit einer nicht verwendeten deutschen Übertragung durch RF)
- 1940 Onward. Marsch für die Royal New Zealand Air Force
- 1940 I Vow to Thee My Country. Für Chor und Orchester. Worte von Sir Cecil Spring-Rice
- 1940 A New Zealand Christmas. Für einen Kinderchor nach einem Gedicht von Eileen Duggan. (Das Lied war die Begrüßung durch einen Maori Mädchen Chor in Rotorua / Neuseeland für Königin Elisabeth II bei ihrem Besuch 1954)
- 1941 Piano Quintet in D Minor. Kammermusik
- 1941 Swallows. Lieder nach Mary Webb
- 1941 Song, by Rupert Brooke
- 1941 Blue. Lied nach Irene McIver
- 1941 At the Gate of the Years. Lied nach M. Louse Haskins für gemischten Chor, Orgel und Orchester
- 1942 Dust. Nach Rupert Brooke
- 1943 Symphony in F minor. (Unvollendet, ergänzt und bearbeitet 2008 durch Kenneth Young)
- 1945 Lament. Nach Wilfred Gibson
- 1945 String Quartet in E Major. Kammermusik

## Diskografie
- In a Strange Land. The songs of Richard Fuchs (2011; Rollover Productions). Mit Jenny Wollerman (Sopran), Margaret Medlyn (Mezzosopran), Richard Greager (Tenor), Roger Wilson (Bass). Die Aufnahmen umfassen: In der Fremde, Die Nachtigall, Swallows, Festtag, Song, Traum, Gebet des Blinden, Sonnette an Ead, Hymnus für Gott, Das Kaddisch, Auf den Tod eines Kindes, Blue, Unterwegs, Lament, Erhörung, A New Zealand Christmas, In a Strange Land.

## Dokumentarfilm
- The Third Richard. Dokumentarfilm über Richard Fuchs von Danny Mulheron und Sara Stretton, Wellington (Neuseeland) 2008.